# 青山忠俊
青山忠俊（日语：／ Aoyama Tadatoshi，1578年3月18日—1643年6月1日）是日本安土桃山時代至江戶時代初期武將、譜代大名。常陸江戶崎藩第2代藩主、武藏岩槻藩藩主、上總大多喜藩藩主。青山家宗家2代。

## 生平
在天正6年（1578年）於遠江國濱松（現今靜岡縣濱松市）出生。因為父親忠成仕於德川家康，所以最初亦仕於家康。初陣是小田原征伐，因為哥哥青山忠次早死而成為嫡子。後來轉仕於幕府第2代將軍德川秀忠。在慶長5年（1600年）稱伯耆守。在慶長8年（1603年）被賜予5千石。在慶長12年（1607年）與土井利勝、酒井忠世一同成為德川家光的傅役。在慶長15年（1610年）加增5千石而領有1萬石並成為獨立的大名。在慶長18年（1613年）因為父親忠成死去而成為常陸江戶崎藩第2代藩主。在元和元年（1615年）成為本丸老職。在元和6年（1620年）領有5萬5千石並成為岩槻城城主。
不過因為忠俊不斷對家光諫言，在元和9年（1623年）10月19日被免去老中的職務，再減封至上總大多喜藩（2萬石），在之後的寬永2年（1625年）被除封，經下總國網戶、相模國溝鄉、遠江國小林，最後在相模國今泉蟄居。在秀忠死後被邀請再次出仕，不過拒絕。
在寬永20年（1643年）死去，享年66歲。墓所在神奈川縣相模原市的天應院。

## 登場作品
電視劇
- （NHK大河劇 1971年 演員：志村喬）
- （關西電視台 1983年 演員：山本清）
- 『春日局』（NHK大河劇 1989年 演員：野村信次）
- 『葵德川三代』（NHK大河劇 2000年 演員：石倉三郎）
- 『大奥 第一章』（富士電視台 2004年 演員：柴田善行）